# 第34回ダヴィッド・ディ・ドナテッロ賞
第34回ダヴィッド・ディ・ドナテッロ賞（だい34かいダヴィッド・ディ・ドナテッロしょう）の授賞式は、 1989年6月3日にローマで行われた。

## 受賞とノミネート一覧
太字が受賞者。

### 作品賞
- 聖なる酔っぱらいの伝説 La leggenda del santo bevitore（監督：エルマンノ・オルミ）
- ニュー・シネマ・パラダイス Nuovo Cinema Paradiso（監督：ジュゼッペ・トルナトーレ）
- フランチェスコ Francesco（監督：リリアーナ・カヴァーニ）

### 監督賞
- エルマンノ・オルミ（『聖なる酔っぱらいの伝説』）
- マルコ・リージ（『永遠のマリー』）
- ジュゼッペ・トルナトーレ（『ニュー・シネマ・パラダイス』）

### 新人監督賞
- フランチェスカ・アルキブージ（『ミニョンにハートブレイク』）
- マッシモ・グリエルミ（『Rebus』）
- セルジオ・スタイーノ（『Cavalli si nasce』）

### 脚本賞
- フランチェスカ・アルキブージ、グロリア・マラテスタ、クラウディア・ズバリージャ（『ミニョンにハートブレイク』）
- レオ・ベンヴェヌーティ、ピエロ・デ・ベルナルディ、カルロ・ヴェルドーネ（『Compagni di scuola』）
- エルマンノ・オルミ、トゥリオ・ケツィク（『聖なる酔っぱらいの伝説』）

### プロデューサー賞
- フィリベルト・バンディーニ（『Caro Gorbaciov』）
- クラウディオ・ボニヴェント（『Mery per sempre』）
- フランコ・クリスタルディ（『ニュー・シネマ・パラダイス』）

### 主演女優賞
- ステファニア・サンドレッリ（『ミニョンにハートブレイク』）
- オルネラ・ムーティ（『Codice privato』）
- マリナ・ヴラディ（『スプレンドール』）

### 主演男優賞
- ロベルト・ベニーニ（『Il piccolo diavolo』）
- ジャンカルロ・ジャンニーニ『 ' o Re』
- カルロ・ヴェルドーネ（『Compagni di scuola』）

### 助演女優賞
- アティナ・チェンチ（『Compagni di scuola』）
- プペッラ・マッジョ（『ニュー・シネマ・パラダイス』）
- パメラ・ヴィッロレージ（『スプレンドール』）

### 助演男優賞
- マッシモ・ダッポルト（『ミニョンにハートブレイク』）
- カルロ・クロッコロ（『 ' o Re』）
- パオロ・パネッリ（『スプレンドール』）

### 撮影監督賞
- ダンテ・スピノッティ（『聖なる酔っぱらいの伝説』）
- ジュゼッペ・ランチ（『フランチェスコ』）
- ルチアーノ・トヴォリ（『スプレンドール』）

### 作曲賞
- エンニオ・モリコーネ（『ニュー・シネマ・パラダイス』）
- ニコラ・ピオヴァーニ（『 ' o Re』）
- アルマンド・トロヴァヨーリ（『スプレンドール』）

### オリジナル歌曲賞
- Felicità - 作：ルーチョ・ダッラ、マウロ・マラヴァージ（『Il frullo del passero』）
- 'o Re - 作：マウロ・パガーニ、ニコラ・ピオヴァーニ、ルイジ・マーニ（『 ' o Re』）
- ジョルジオ・モロダー（『Mamba』）
- パオロ・コンテ（『Una notte un sogno』）
- ピーノ・ダニエレ（『Se lo scopre Gargiulo』）

### 美術賞
- ダニロ・ドナーティ（『フランチェスコ』）
- ルチア・ミリソーラ（『 ' o Re』）
- フェルナンド・スカルフィオッティ（『Mamba』）

### 衣装デザイン賞
- ルチア・ミリソーラ（『 ' o Re』）
- ダニロ・ドナーティ（『フランチェスコ』）
- ガブリエラ・ペスクッチ（『スプレンドール』）

### 編集賞
- エルマンノ・オルミ（『聖なる酔っぱらいの伝説』）
- ガブリエラ・クリスティアーニ（『フランチェスコ』）
- ニーノ・バラーリ（『Il piccolo diavolo』）

### 録音賞
- カンディド・ライニ（『ミニョンにハートブレイク』）
- トンマーゾ・クアッティリーニ（『Mery per sempre』）
- レーモ・ウゴリネッリ（『Il piccolo diavolo』）

### 外国映画賞
- レインマン（監督：バリー・レヴィンソン）
- ミシシッピー・バーニング（監督：アラン・パーカー）
- 神経衰弱ぎりぎりの女たち（監督：ペドロ・アルモドバル）

### 外国人監督賞
- ペドロ・アルモドバル（『神経衰弱ぎりぎりの女たち』）
- バリー・レヴィンソン（『レインマン』）
- ウディ・アレン（『私の中のもうひとりの私』）

### 外国脚本賞
- ジョン・クリーズ（『ワンダとダイヤと優しい奴ら』）
- ペドロ・アルモドバル（『神経衰弱ぎりぎりの女たち』）
- ロナルド・バス、バリー・モロー（『レインマン』）

### 外国人プロデューサー賞
- フランク・マーシャル、ロバート・ワッツ（『ロジャー・ラビット』）
- マーク・ジョンソン（『レインマン』）
- クロード・ベリ（『子熊物語』）

### 外国人女優賞
- ジョディ・フォスター（『告発の行方』）
- イザベル・ユペール（『主婦マリーがしたこと』）
- シャーリー・マクレーン（『マダム・スザーツカ』）

### 外国人男優賞
- ダスティン・ホフマン（『レインマン』）
- ジーン・ハックマン（『ミシシッピー・バーニング』）
- ジョン・マルコヴィッチ（『危険な関係』）

### アリタリア航空賞
- モニカ・ヴィッティ

### セレコ賞
- ヴィート・ザガリオ

### ダヴィッド・ルキノ・ヴィスコンティ賞
- パオロ＆ヴィットリオ・タヴィアーニ